# Tề Ai công
Tề Ai công (chữ Hán: 齊哀公; ? - 863 TCN), tên thật là Khương Bất Thần (姜不辰), là vị vua thứ năm của nước Tề - chư hầu nhà Chu trong lịch sử Trung Quốc.
Ông là con trai của Tề Quý công – vua thứ 4 nước Tề.
Sử ký không nêu rõ thời gian ông bắt đầu làm vua nước Tề khi nào.
Do bị Kỷ hầu (紀侯) gièm pha với thiên tử nhà Chu, năm 863 TCN, Tề Ai công bị vua Chu bỏ vào vạc sôi giết chết. Em ông là Khương Tịnh Thị được nhà Chu lập làm vua, tức là Tề Hồ công.
Gần 200 năm sau, dòng dõi Tề Ai công là Tề Tương công (cách Ai công 8 đời vua) đánh diệt nước Kỷ vào năm 691 TCN để báo thù cho ông.